# Psydrax oleifolia
Psydrax oleifolia là một loài thực vật có hoa trong họ Thiến thảo. Loài này được (Hook.) S.T.Reynolds & R.J.F.Hend. mô tả khoa học đầu tiên năm 2004.

## Hình ảnh

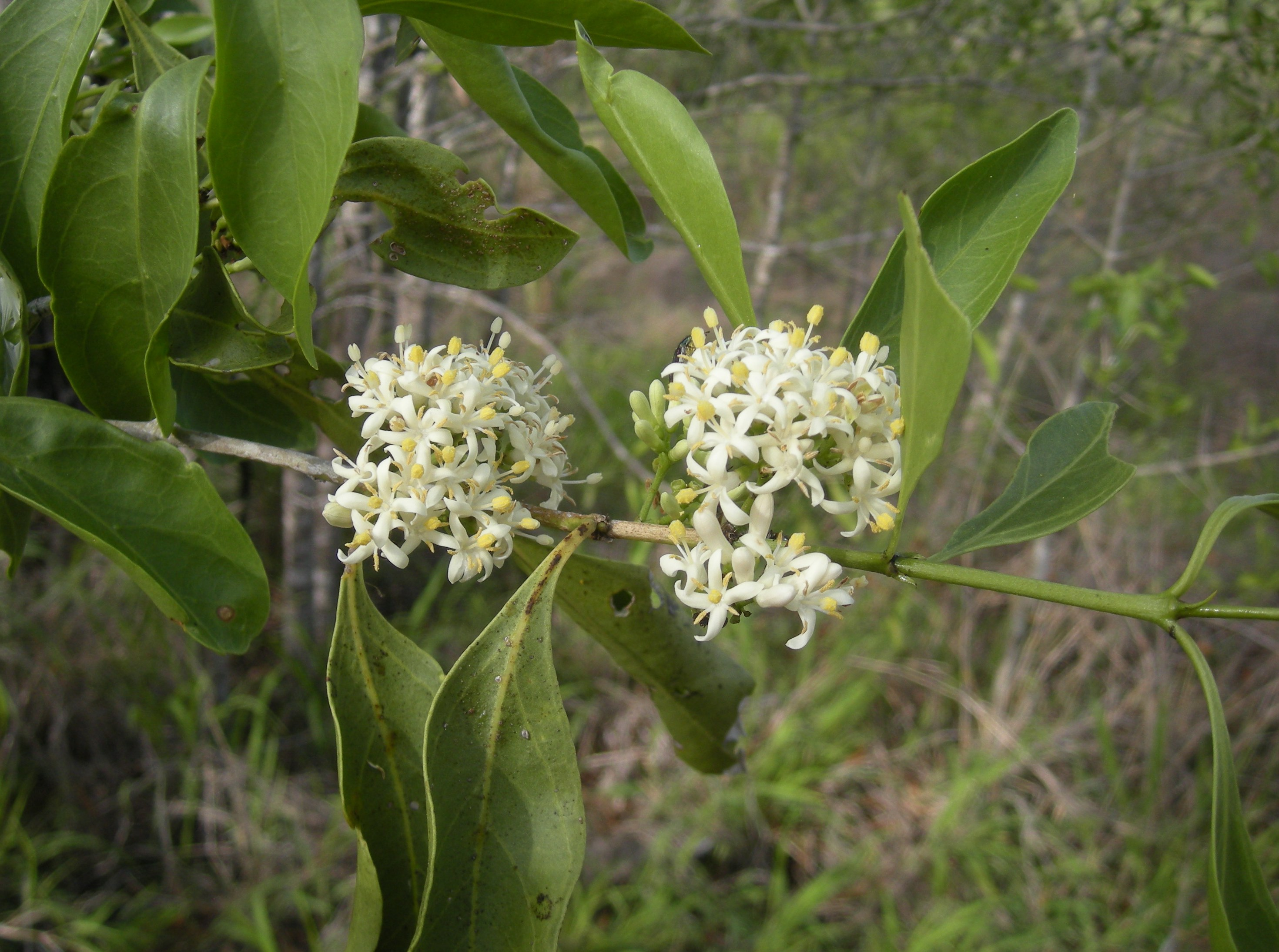
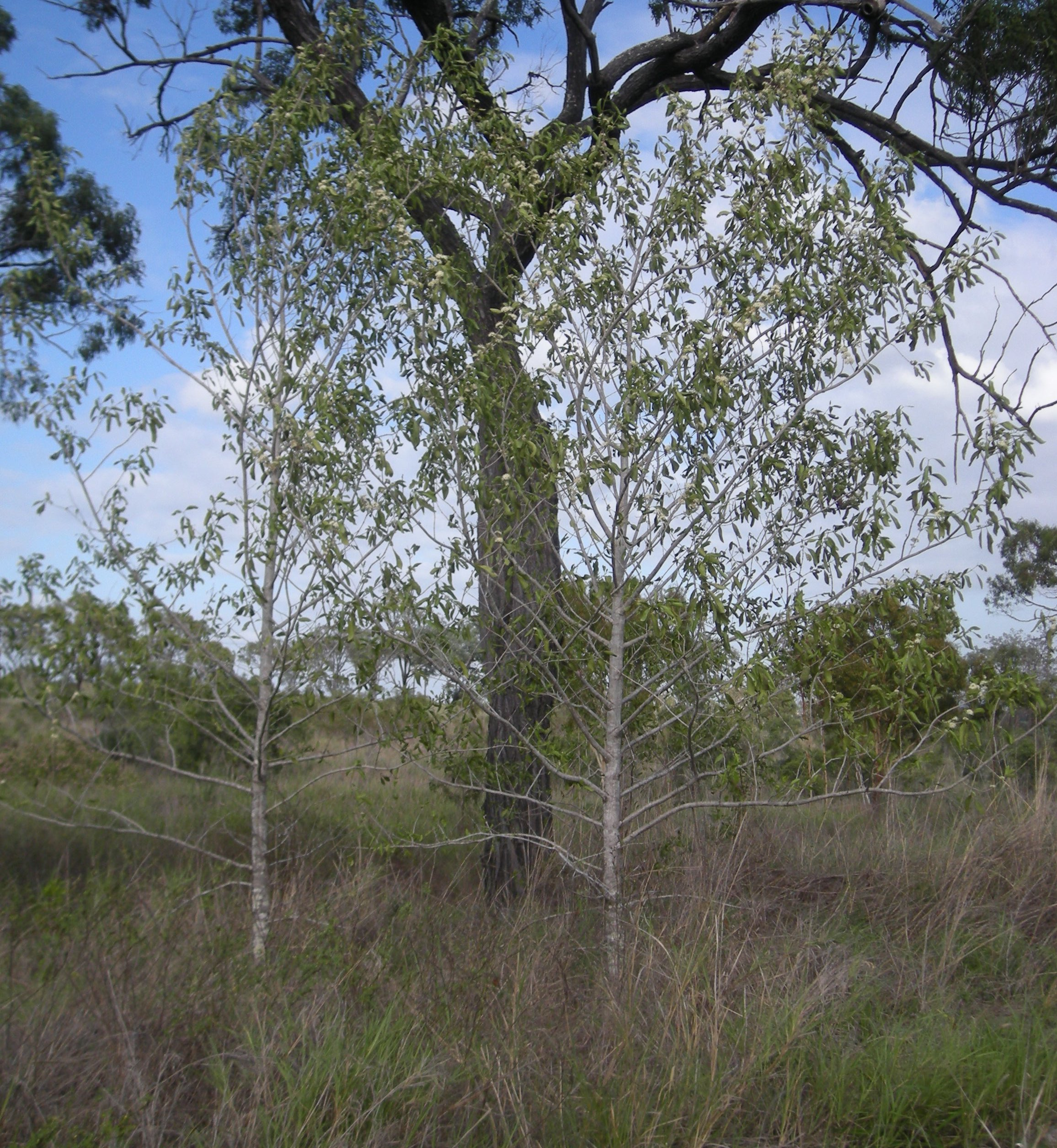